# Гарапон, Антуан
Антуан Гарапон (фр. Antoine Garapon; 1952) —  французский юрист, судья, доктор права, генеральный секретарь Института фундаментальных исследований юстиции (Париж), член редакционной коллегии журнала Esprit, бывший судья по делам несовершеннолетних.
Занимал должность судьи по делам несовершеннолетних в Валансьене (1980-1982), затем в Кретее (1983-1990). Преподавал в Национальной школе магистратуры (1990-2001). Автор более 30 научных работ, посвященных актуальным проблемам права и правосудия. Ведет передачу «Esprit de justice» (до 2014 года – «Le Bien commun») на радиостанции France Culture. Её гостями становились известные юристы, философы, социологи, политологи, общественные деятели. Руководитель серии книг карманного формата «Bien commun» о выдающихся людях прошлого и современности, чьи идеи оказали существенное влияние на представления о праве и правосудии (издательство Éditions Michalon). Владеет английским и испанским языками.

## О нём
- Токарев В.А. «Все на свете имеет отношение к суду...» (размышления над книгой А. Гарапона "Искусство судить"). От переводчика // Стандарты научности и homo juridicus в свете философии права: материалы пятых и шестых философ.-правовых чтений памяти акад. В.С. Нерсесянца. М.: Норма, 2011. С. 198-205.

## На русском языке
- Гарапон А. Хранитель обещаний: суд и демократия / Пер. с фр. Чуршуков Г.В. Предисл. Рикер П. - М.: Nota Bene, 2004.
- Гарапон А. Прекращение процесса / Пер. с фр. Токарев В.А. - Стандарты научности и homo juridicus в свете философии права: материалы пятых и шестых философ.-правовых чтений памяти акад. В.С. Нерсесянца. М.: Норма, 2011. С. 205-219.